# Kapliczki bieckie
Kapliczki bieckie – pięć zabytkowych kapliczek w Bieczu. 
- kapliczka św. Floriana, znajdująca się na wschodnim rogu rynku,
- kapliczka na Harcie, koło cmentarza nr 105 z czasów i wojny światowej. Wzniesiona na wyraźnym kopcu, ceglano-kamienna, pochodzi z I połowy XVIII w. Według miejscowego podania stoi na mogile konfederatów barskich, poległych w potyczce z wojskami rosyjskimi.
- kapliczka Michała Archanioła, wzniesiona po wielkiej zarazie w Bieczu w 1721 roku, w miejscu grzebania zmarłych. Znajduje się ona pod klasztorem oo. Franciszkanów, na ulicy Reformackiej,
- kapliczka pw. Najświętszej Marii Panny – barokowa, wzniesiona w XVIII w., wewnątrz której znajduje się ludowa rzeźba Matki Boskiej z Dzieciątkiem. Znajduje się kilka metrów od kapliczki Michała Archanioła.
- kapliczka słupowa, zwana "Szubienicą" - gotycka, kamienna, w kształcie czworobocznego słupa, z XV/XVI w. Usytuowana przy starym trakcie z Biecza do Rożnowic. Wiązana z miejscem straceń złoczyńców.

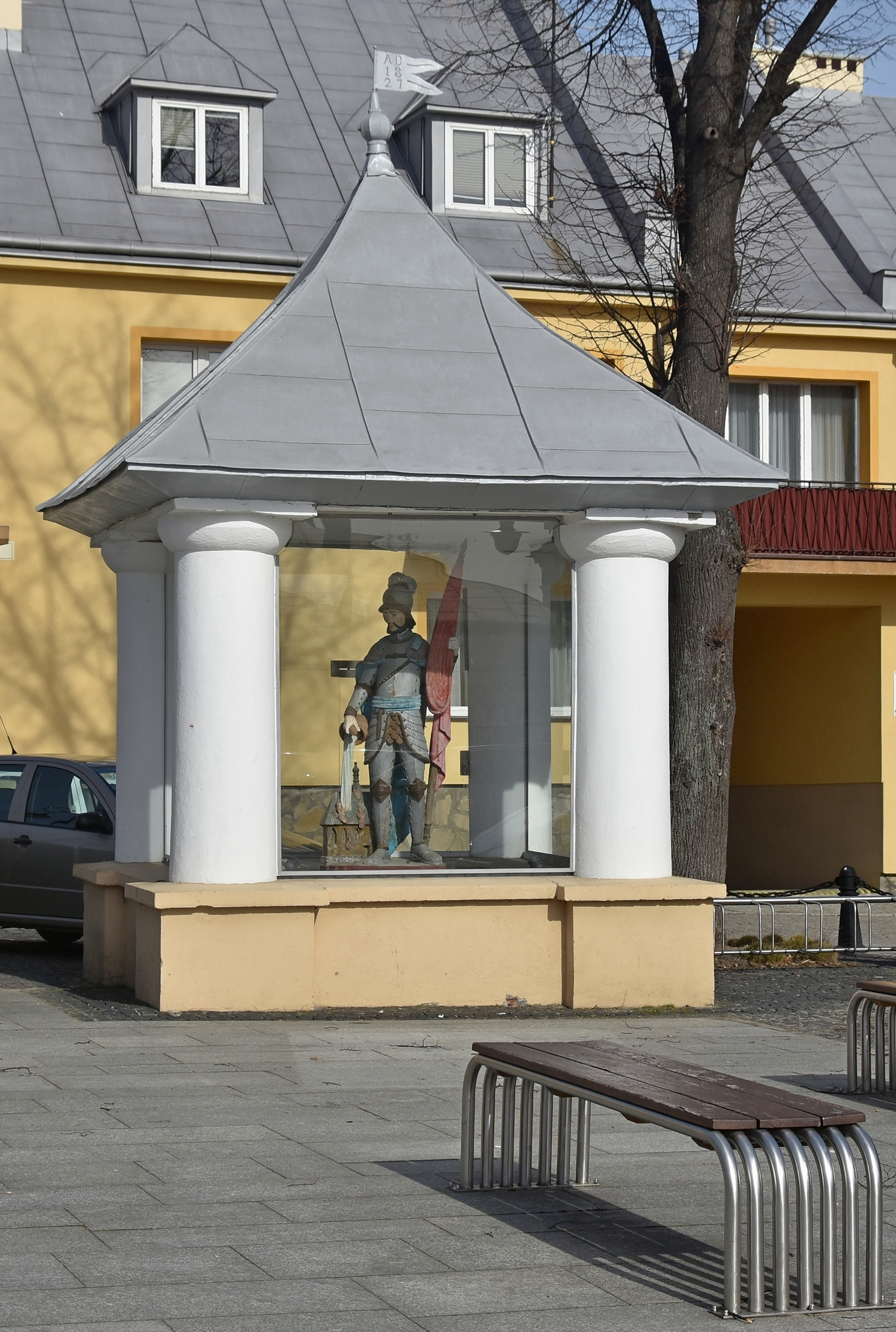
Kaplica św. Floriana
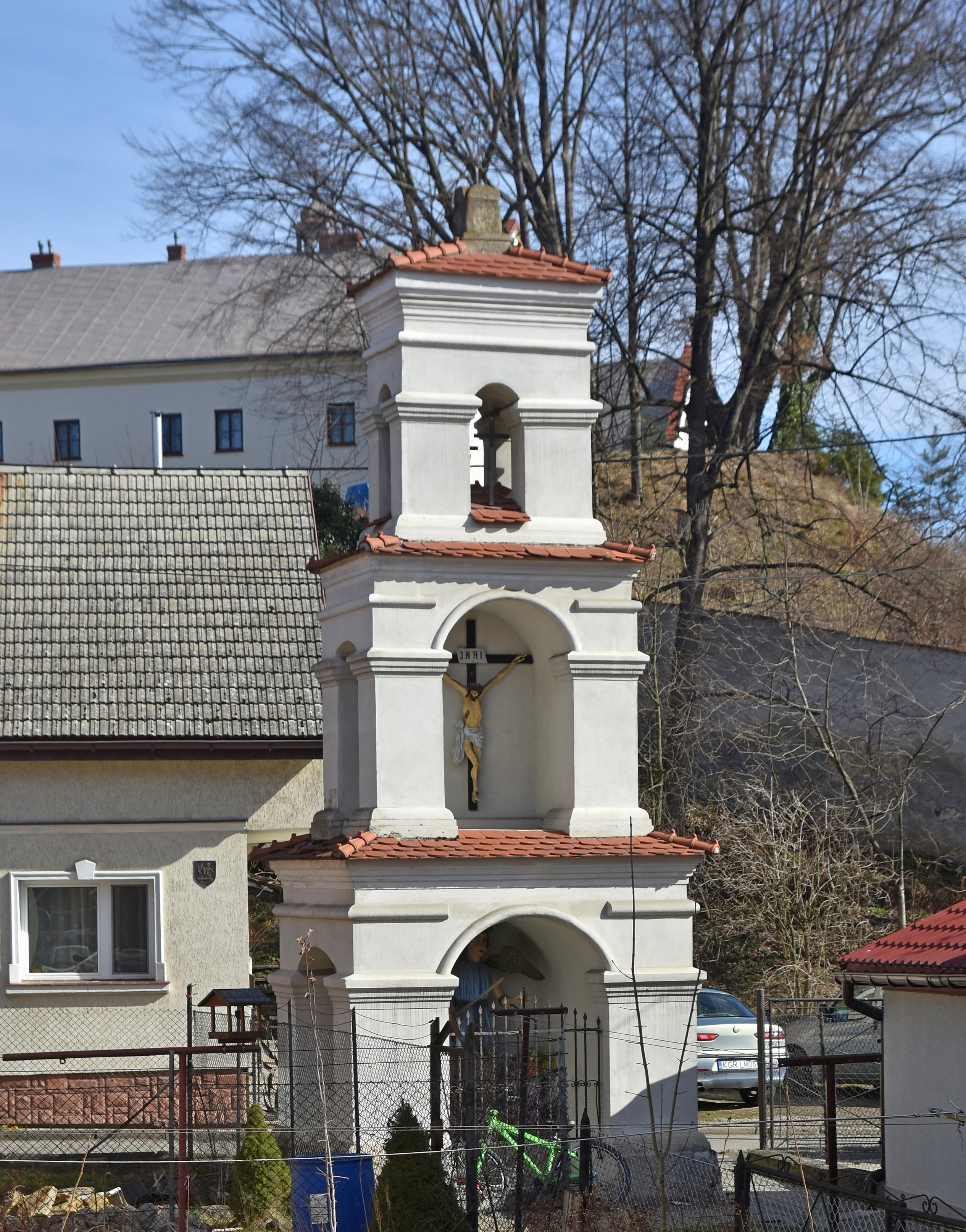
Kaplica św. Michała Archanioła
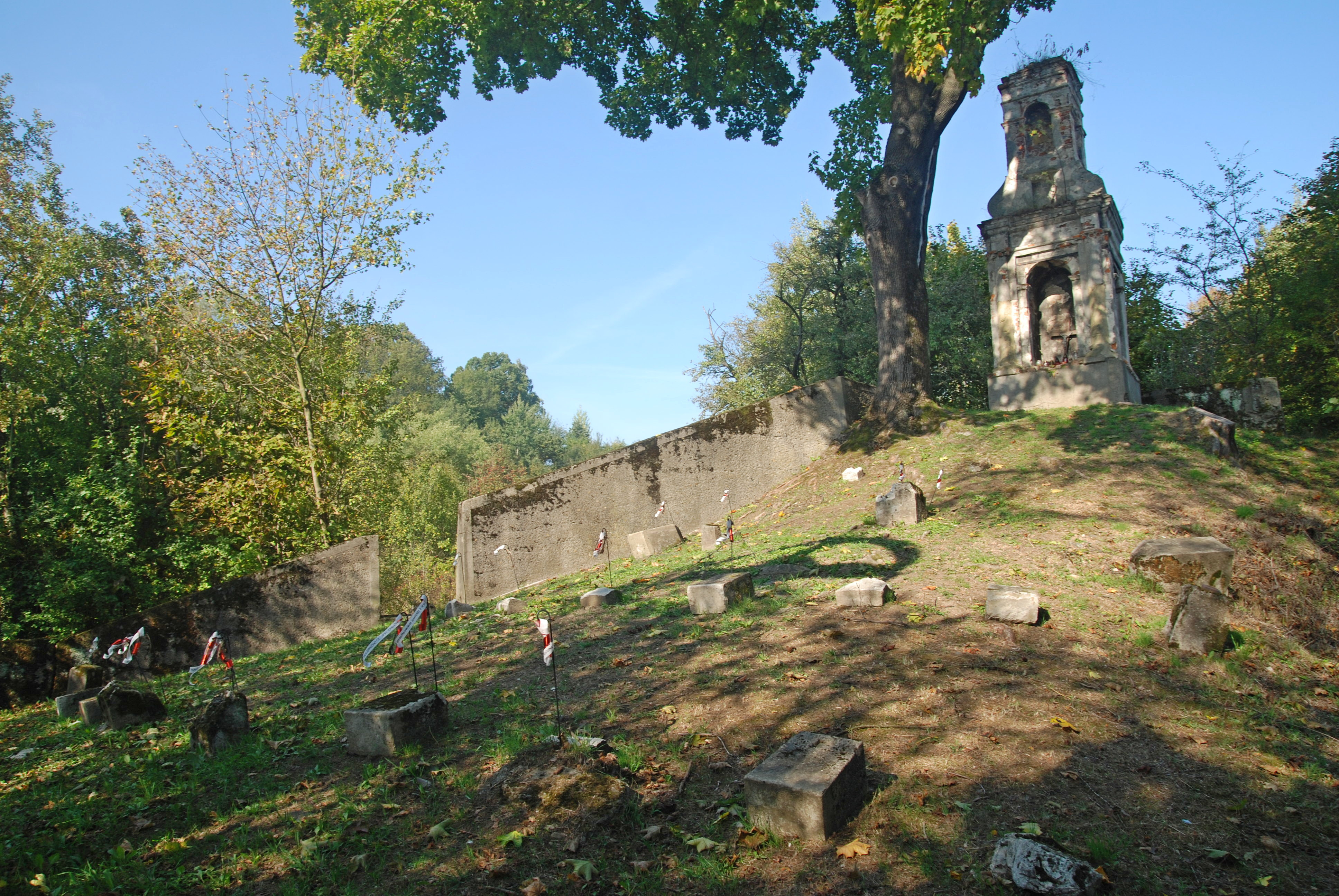
Kaplica na Harcie